# 新雪谷安努普利
新雪谷安努普利（日语： Niseko An-nupuri），簡稱安努普利（日语： An-nupuri），是日本北海道虻田郡一座跨越俱知安町和新雪谷町的活火山，因罕見的粉雪雪質和多座世界級的滑雪場和度假村而聞名。作為新雪谷連峰的主峰，是日本三百名山、北海道百名山之一，同時也是新雪谷積丹小樽海岸國定公園的一部分。經日本國土地理院2014年重新測定，標高1308公尺。

## 概要

### 位置
新雪谷安努普利距離最近的城鎮俱知安町和新雪谷町的直線距離均為8公里，是新雪谷連峰最東，同時也是最高的一座山峰。東側面朝羊蹄山，北側遙望魏斯峰，西側則是硫黃山、林多努普利、棲舍努普利等群峰。山頂設置有一個一等三角點，名為「似古安岳」。

### 名稱
山名來自阿伊努語「nisey-ko-an-nupuri」，意為「斷崖聳立的山」。一般認為是因為西南斜面發源有新雪谷安別川，在阿伊努語中的意思是「山崖下的河」，新雪谷安努普利也就被命名成了「斷崖聳立的山」。但這種說法受到了松浦武四郎、山田秀三等學者的質疑，因為新雪谷安努普利並不具有斷崖聳立的特征。這個山名應該是由和人模仿阿伊努語的方式創造的「和式阿依努語地名」。儘管明治時代北海道廳發行的地圖上就已經標註了這個山名，新雪谷安努普利的真正阿伊努語地名應該是「cise-ne-sir」，意思是棲舍（阿伊努人的傳統房屋）狀的山，而這剛好與新雪谷安努普利雙耳峰的外形相符。至於「斷崖聳立的山」應該是指新雪谷安努普利西南的藻岩山。

### 地質
在約85万年前－約25萬年前（第四紀更新世）有過火山活動，在新雪谷連峰中屬於中期火山，是氣象廳定期監控的兩座新雪谷活火山之一（另一座是硫黃山）。

### 水系
新雪谷安努普利與硫黃山的南側山谷發源有尻別川的支流新雪谷安別川。東北臺地上有一個名為鏡沼的湖沼。

## 觀光開發

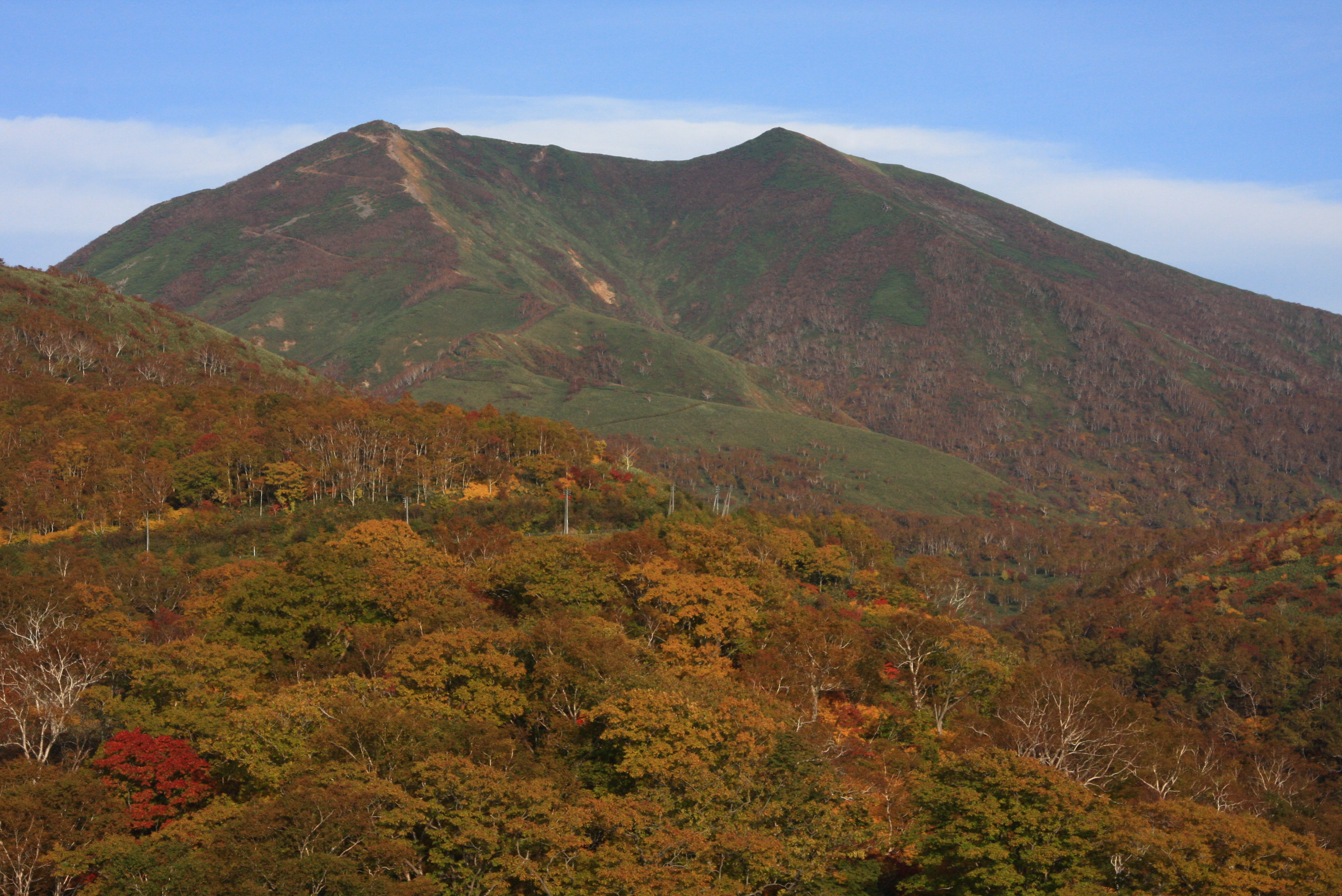
從道道58號線眺望秋季的新雪谷安努普利

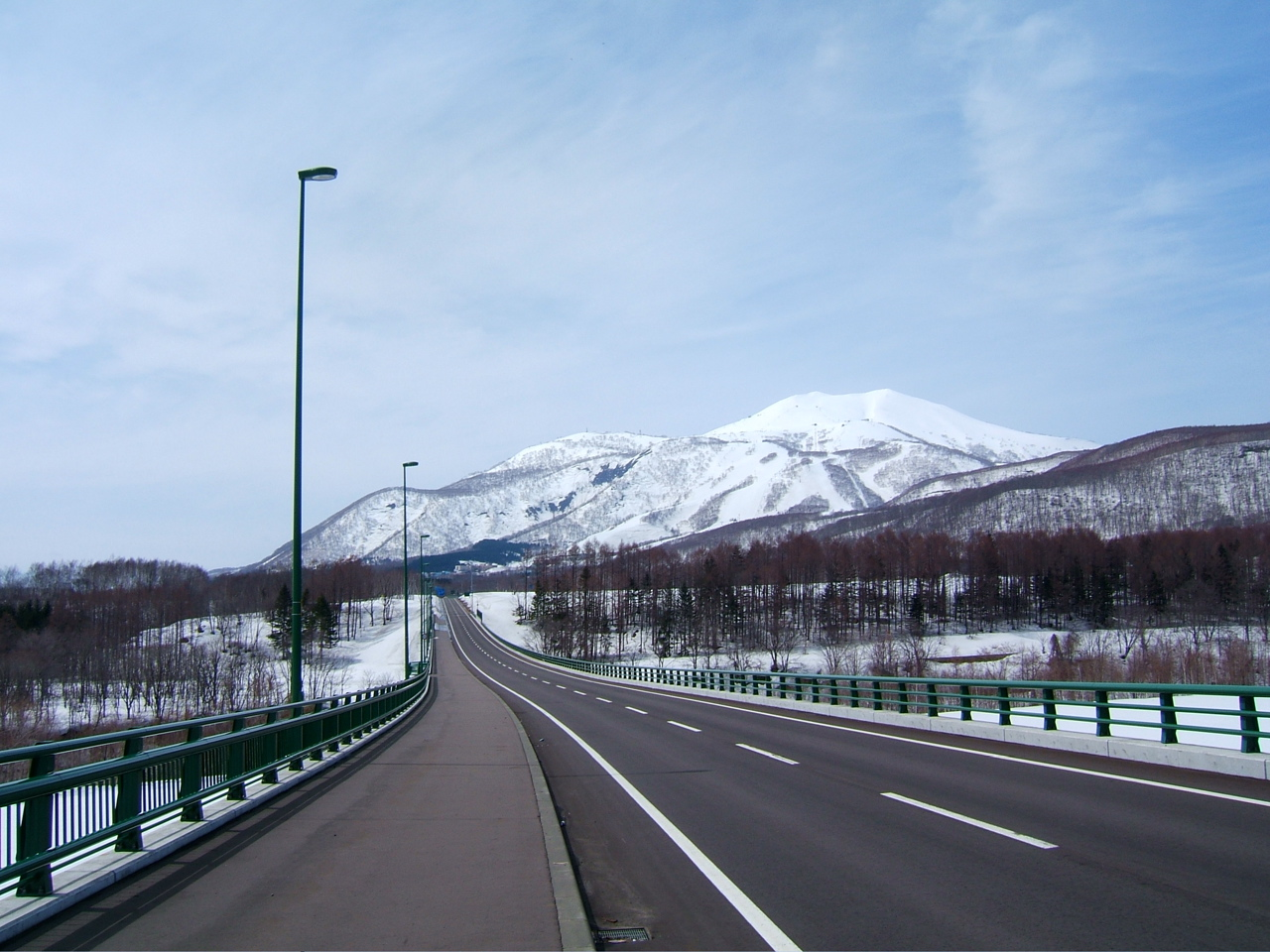
俱知安町聖莫里茨大橋望向春天的新雪谷安努普利

新雪谷安努普利因其獨特的位置、地質、氣候條件，經過多年的商業開發，已成為北海道世界知名的觀光地之一。

### 古跡

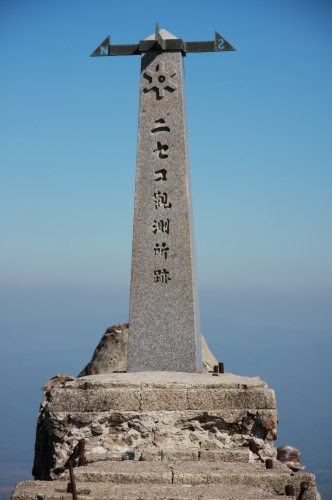
新雪谷觀測所遺址

新雪谷安努普利山頂上有一塊「新雪谷觀測所遺跡」的石碑，用於紀念第二次世界大戰中（1943年－1945年冬季），北海道大學中谷宇吉郎教授領導的研究團隊，研究使用零式戰鬥機進行結冰實驗的場所。試驗中山頂的螺旋槳聲和飛機引擎聲響徹山麓，山腳甚至能夠遠望到實驗所的燈光。戰爭結束後，實驗用的飛機被遺棄在山頂，直到2004年6月才被人發現，後被搬運到俱知安風土館進行展示。

### 登山
有兩條路線可以攀登新雪谷安努普利。因山上多強風，後志綜合振興局呼籲登山者需充分注意水分補給和防寒。
- 新雪谷五色溫泉登山口

位於五色溫泉附近，標高422公尺。登山道長2.51公里。上山正常人約花費1小時30分鐘，下山約花費1小時10分鐘。
- 新雪谷休憩小村登山口

位於新雪谷休憩小村附近，標高757公尺。登山道長3.28公里。上山正常人約花費2小時15分鐘，下山約花費1小時35分鐘。

### 溫泉
新雪谷安努普利地熱豐富，周邊已形成了新雪谷五色溫泉、新雪谷昆布溫泉等多個溫泉鄉。昭和33年11月1日被厚生勞動省指定為國民保養溫泉地。

### 滑雪

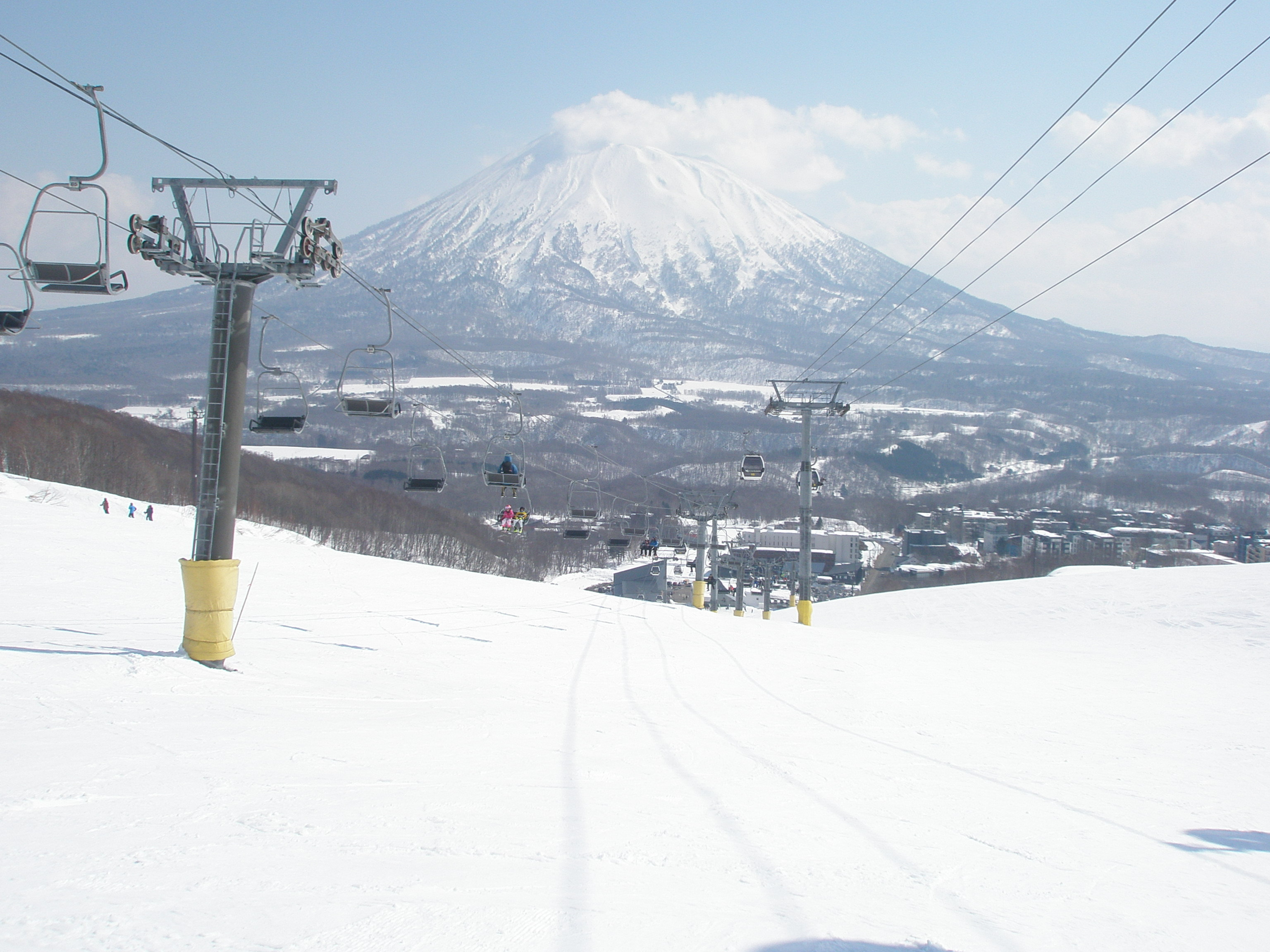
新雪谷度假村滑雪場

新雪谷安努普利的西麓坡度平緩，當源自日本海的西北季風吹拂時，強冷空氣裹挾著西麓的濕氣上升，而在東側冷凝成又冷又乾的雪粒降落，使得新雪谷安努普利東側擁有了世界罕見的高品質粉雪（powder snow）雪質，為發展滑雪創造了良好條件。
新雪谷安努普利擁有四座世界級的滑雪場，分別是新雪谷安努普利國際滑雪場、新雪谷度假村滑雪場、新雪谷格蘭比羅夫滑雪場和新雪谷花園滑雪場。四者共同組成了「新雪谷聯盟」（Niseko United），被CNN評選為日本頂級滑雪場之一。

### 度假村
新雪谷安努普利建有多座度假村、豪華酒店及日式旅館，結合溫泉、滑雪場、高爾夫球場、漂流等元素，每年住宿人次數超過70萬。

## 災害
新雪谷安努普利冬季多大雪，極其容易發生雪崩，歷史上造成多人遇難。為防範雪崩災害，2000年，新雪谷雪崩調查所成立，對包括新雪谷安努普利在內的新雪谷連峰進行雪崩監視、信息發佈和調查研究。因受頻繁滑雪活動影響，雪崩仍頻繁發生。2014年1月16日，山頂附近發生雪崩，造成3人不同程度地受傷。

## 交通

### 鐵道
- JR北海道函館本線新雪谷站
- JR北海道函館本線比羅夫站

### 道路
- 國道5號線
- 北海道道58號俱知安新雪谷線
- 北海道道66號岩内洞爺線
- 北海道道343號蘭越新雪谷俱知安線

### 巴士
在每年滑雪季節，從札幌站、新千歲機場有北海道中央巴士（新雪谷巴士）直通到達新雪谷安努普利。另外，從比羅夫歡迎中心至安努普利滑雪場也有穿梭巴士運行。

## 相關條目

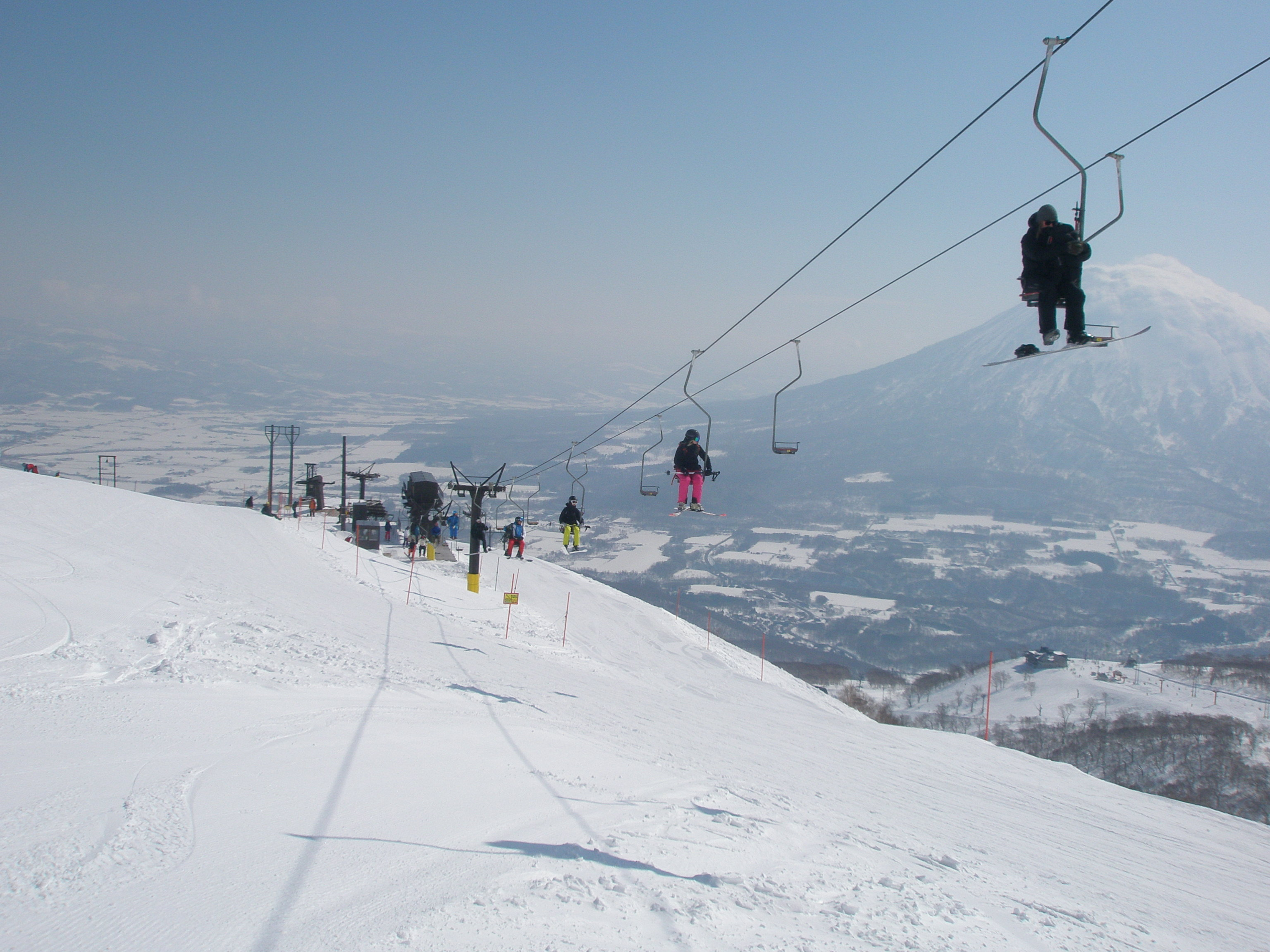
新雪谷度假村滑雪場

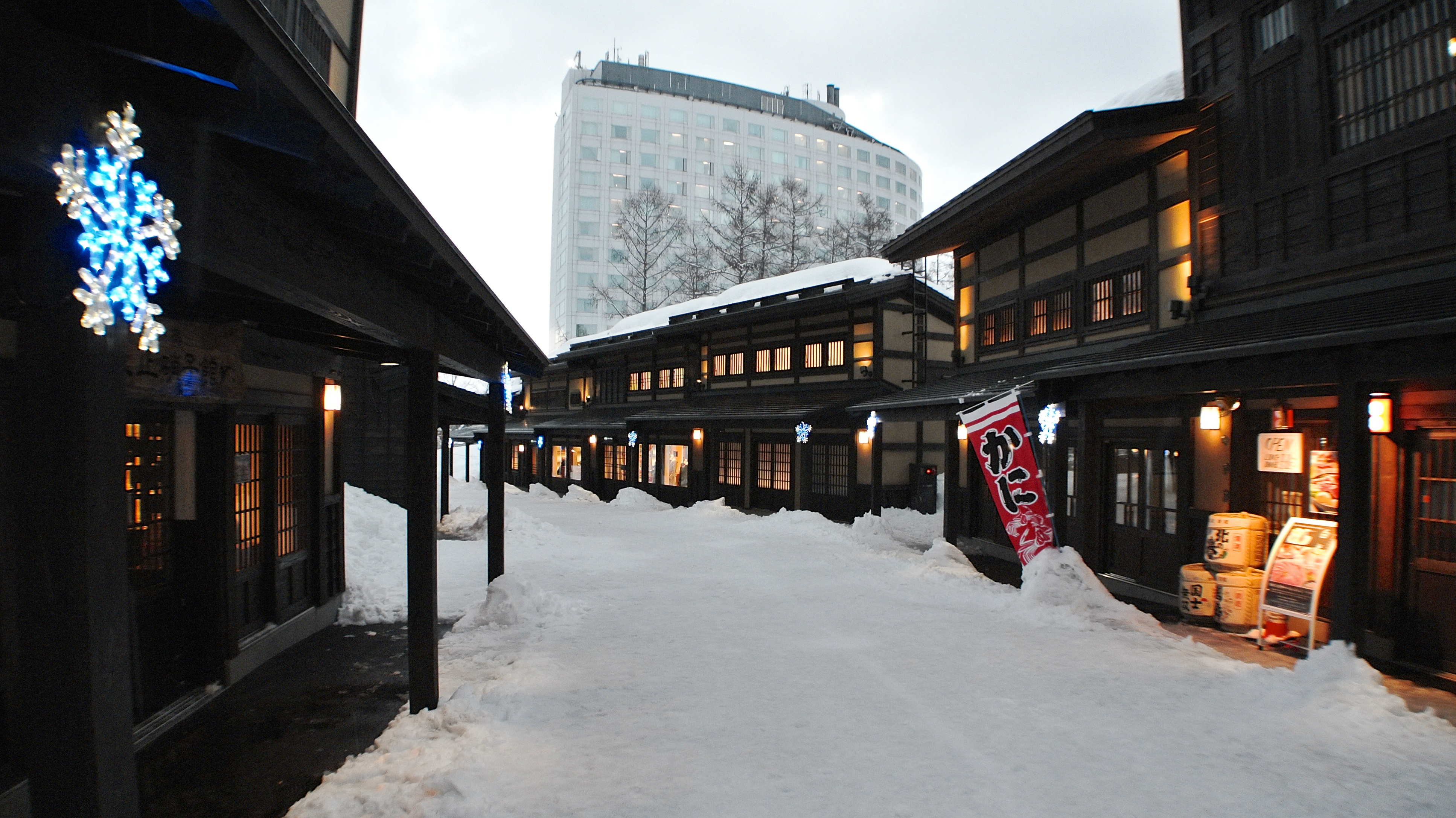
新雪谷格蘭比羅夫街

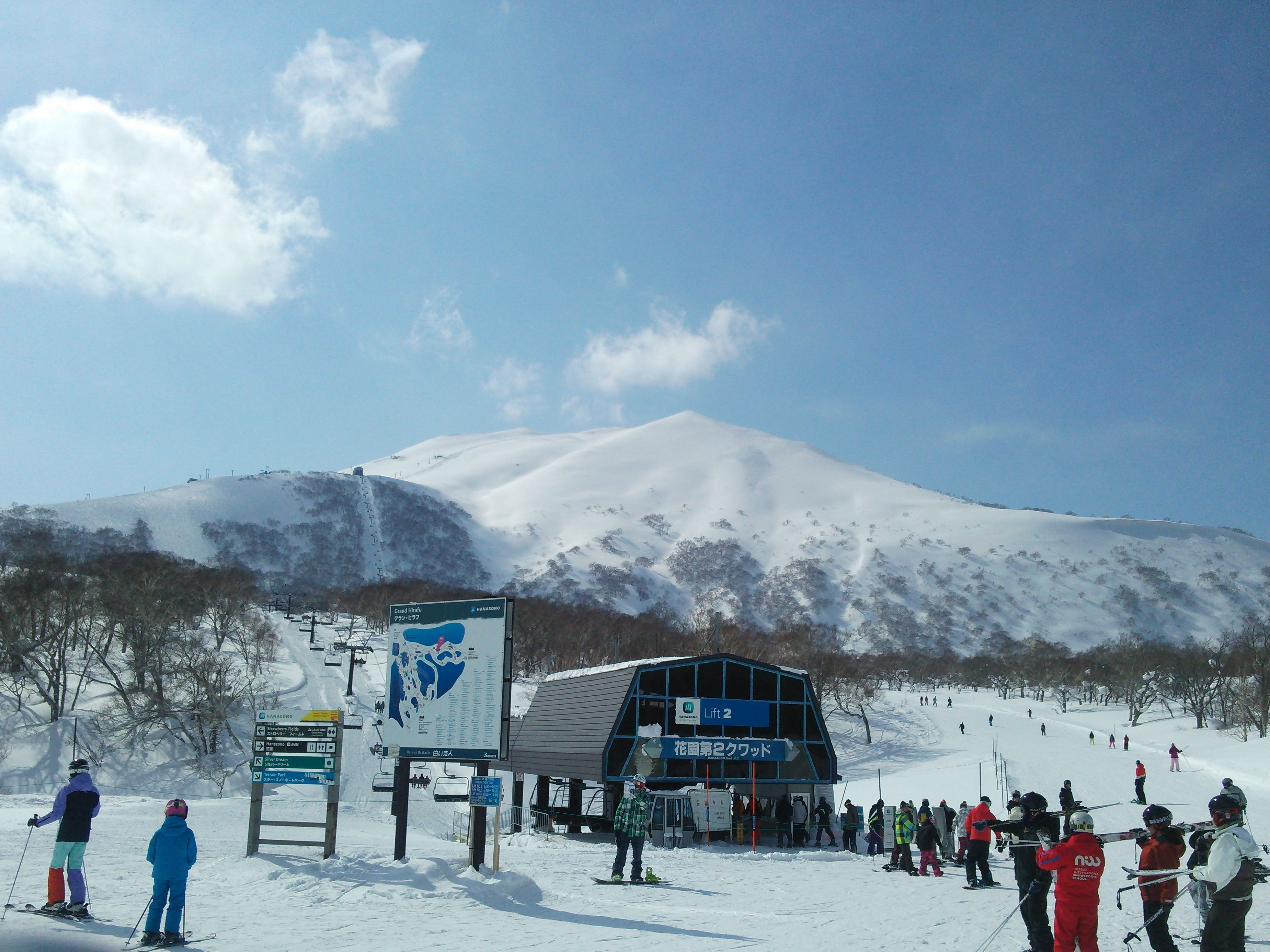
新雪谷花園滑雪

## 鄰近山峰
- 羊蹄山（1898公尺）
- 魏斯峰（1045.8公尺）
- 硫黃山（1116公尺）
- 棲舍努普利（1134.2公尺）
- 石楠花岳（1074公尺）